# Peja (kommun)
Peja är en kommun i Kosovo. Den ligger i den västra delen av landet, 70 km väster om huvudstaden Priština. Antalet invånare är 170 000. Arean är 1,4 kvadratkilometer.
Terrängen i Komuna e Pejës är platt.